# 角田由紀子
角田 由紀子（つのだ ゆきこ、1942年 - ） は、日本の弁護士。第二東京弁護士会、角田愛次郎法律事務所所属。
性暴力被害者の権利擁護活動、セクハラ、DV、ポルノグラフィーの問題を専門としている。東京・強姦救援センター法律顧問、人権団体イクオリティ・ナウ理事、希望のたね基金顧問。
ミシガン大学客員教授、明治大学法科大学院教授、ジェンダー法学会理事、日本学術会議特任連携会員、ポルノ・買春問題研究会共同代表、NPO法人「女性の安全と健康のための支援教育センター」代表理事、日弁連両性の平等に関する委員会委員などを歴任した。

## 来歴
- 1942年 - 福岡県小倉市（現：北九州市）生まれ。
- 1962年 - 福岡県立小倉高校卒業[4]。
- 1967年 - 東京大学文学部語学文学専修課程卒業。
- 1972年 - 旧司法試験合格。
- 1975年 - 弁護士登録。静岡県弁護士会に所属後、第二東京弁護士会所属。
- 1994年 - 1996年までミシガン大学ロー・スクールでサーチ・スカラーとしてキャサリン・マッキノン教授の下で法社会学を学ぶ。
- 2003年 - ミシガン大学日本研究センタートヨタ招聘客員教授。
- 2004年 - 明治大学法科大学院教授。
- 2013年 - 明治大学法科大学院教授を定年退職。

### 関わった事件・裁判の例
- 1985年 - 徳島ラジオ商殺し事件の再審請求で原告代理人の1人を務める。
- 1988年 - 池袋買春男性死亡事件の弁護団を務める[5]。
- 1989年 - 日本初のセクハラ裁判（福岡地裁）を担当。
- 1990年 - 沼津セクハラ（Nホテル）事件を担当。
- 1998年 - 秋田県立農業短期大学セクハラ事件を担当。
- 1999年 - 東北大学セクハラ事件を担当。
- 1999年 - 東北生活文化大学セクハラ事件を担当。
- 2018年 - 医学部入試における女性差別問題で打越さく良（現・参議院議員）とともに弁護団の共同代表を務める[6]。
- 2022年 - 一般社団法人Colaboとその代表である仁藤夢乃が都内男性に対して提訴した裁判の弁護団を務める。同年11月29日に行われた提訴会見における「アダルトビデオは女性を性的虐待してそれを娯楽の類にしているもの」という趣旨の発言に対して、一般社団法人sienteおよびAV人権倫理機構が抗議声明を発表した[7][8]。

## 著作
- 角田由紀子『性の法律学』有斐閣〈有斐閣選書〉、1991年。ISBN 4641181713。 NCID BN06986934。全国書誌番号:92011834。
- 角田由紀子『性差別と暴力』有斐閣〈有斐閣選書 205 . 性の法律学 ; 続〉、2001年。ISBN 4641280452。 NCID BA51444821。全国書誌番号:20173160。
- 角田由紀子『性と法律 : 変わったこと、変えたいこと』岩波書店〈岩波新書 新赤版 1461〉、2013年。ISBN 9784004314615。 NCID BB14318075。全国書誌番号:22359295。

### 共編著
- 角田由紀子, 南典男『女性・戦争と人権』4号、岩崎書店〈人が人らしく生きるために人権を考える本〉、2001年。ISBN 426510231X。 NCID BA52437515。全国書誌番号:20151750。
- 浅倉むつ子, 角田由紀子, 谷田川知恵, 岡田久美子, 中里見博, 申惠丰, 相澤美智子, 小竹聡, 斉藤笑美子, 糠塚康江, 大西祥世『比較判例ジェンダー法』不磨書房,信山社 (発売)、2007年。ISBN 9784797291278。 NCID BA84011207。全国書誌番号:21433037。